# Zakład Komunikacji Miejskiej w Wągrowcu
Komunikacja Miejska w Wągrowcu obsługiwana jest przez autobusy Zakładu Komunikacji Miejskiej Sp. z o.o. w Wągrowcu.

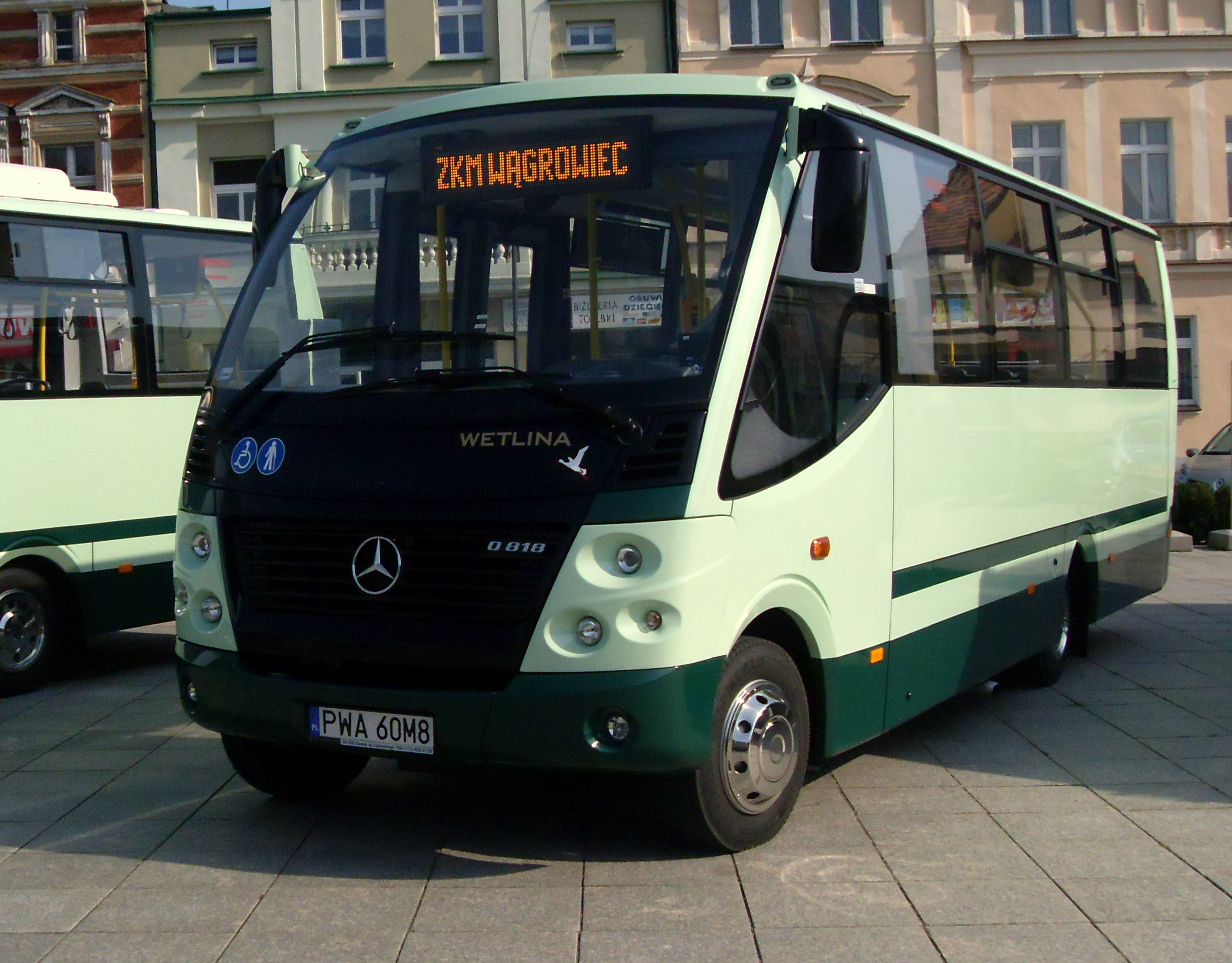
Autosan Wetlina - jeden z modeli które posiada ZKM Wągrowiec

## Linie
ZKM Wągrowiec obsługuje 12 linii na terenie miasta Wągrowiec oraz terenach podmiejskich.
| Numer linii    | Opis trasy |
| 0              | - Mikołajczyka/11 Listopada - ZCK Dworcowa/Kolejowa - Mikołajczyka/11 Listopada                                 |
| 1              | - ZCK Dworcowa/Kolejowa - Łęgowo – ZCK Dworcowa/Kolejowa - Kobylec - ZCK Dworcowa/Kolejowa                      |
| 2              | - ZCK/Peron 1 - Przysieczyn - Kaliska - Rgielsko - ZCK/Peron 1                                                  |
| 3              | - Mikołajczyka/11 Listopada - ZCK Dworcowa/Kolejowa - Rynek - ZCK Dworcowa/Kolejowa - Mikołajczyka/11 Listopada |
| 4              | - ZCK/Peron 1 - Modrzejewo - ZCK/Peron 1                                                                        |
| 5              | - ZCK Dworcowa/Kolejowa – Modrzejewo - Rynek - ZCK Dworcowa/Kolejowa                                            |
| 6              | - Gnieźnieńska/Targowisko - ZCK/Peron 1 - Gnieźnieńska/Targowisko                                               |
| 8              | - ZCK Dworcowa/Kolejowa - Mikołajczyka/11 Listopada - ZCK Dworcowa/Kolejowa                                     |
| 9              | - Mikołajczyka/11 Listopada - Kościuszki - Mikołajczyka/11 Listopada                                            |
| 10             | - Skocka/Grunwaldzka - Ochodza - Łaziska - Rynek - Skocka/Grunwaldzka                                           |
| P1(Polinova 1) | - Skocka/Grunwaldzka - ZCK/Peron 1 - Wierzbowa/Polinova - Skocka/Grunwaldzka                                    |
| P2(Polinova 2) | - Skocka/Grunwaldzka - Wierzbowa/Polinova - Kościuszki - Skocka/Grunwaldzka                                     |

## Tabor
Autobusy kursujące na liniach miejskich i podmiejskich:
| Model                             | Eksploatacja od                   | przewóz osób na wózkach           | Liczba |
| --------------------------------- | --------------------------------- | --------------------------------- | ------ |
| Autosan A8V "Wetlina"             | 2011                              | przewóz osób na wózkach           | 4      |
| MAN EL 202                        | 2009                              | przewóz osób na wózkach           | 5      |
| Solaris Urbino 12                 | 2017                              | przewóz osób na wózkach           | 1      |
| Solaris Urbino 12 Hybrid          | 2017                              | przewóz osób na wózkach           | 2      |
| Automet Cityliner Smile Electric  | 2018                              | przewóz osób na wózkach           | 1      |
| Suma pojazdów                     | Suma pojazdów                     | Suma pojazdów                     | 13     |
| Udział autobusów niskopodłogowych | Udział autobusów niskopodłogowych | Udział autobusów niskopodłogowych | 100%   |

oraz wykorzystywane na kursach turystycznych:
| Model                    | Eksploatacja od | przewóz osób na wózkach | Liczba |
| ------------------------ | --------------- | ----------------------- | ------ |
| Van-Hool T816            | ?               |                         | 2      |
| MAN Jonckheere Deauville | 2007            |                         | 2      |
| Bova Futura FHD 12       | ?               |                         | 2      |
| Jelcz T120               | 1997            |                         | 1      |
| DAF Berkhof Excellence   | 2007            |                         | 1      |
| Suma pojazdów            | Suma pojazdów   | Suma pojazdów           | 8      |